# Torneo di Wimbledon 1893 - Singolare femminile
La detentrice del titolo Lottie Dod ha battuto nel Challenge Round Blanche Bingley Hillyard per 6-8, 6-1, 6-4, è stato il quinto titolo in altrettante partecipazioni per Dod mentre per Hillyard è stata l'ottava finale ai Championships.

## Tabellone

### Legenda
| - Q = Qualificato - WC = Wild card - LL = Lucky loser | - ALT = Alternate - SE = Special Exempt - PR = Protected Ranking | - w/o = Walkover - r = Ritirato - d = Squalificato |

### Challenge Round
|  | Finale                   |                          |   |   |   |  |
|  |                          |                          |   |   |   |  |
|  | Lottie Dod               | Lottie Dod               | 6 | 6 | 6 |  |
|  | Blanche Bingley Hillyard | Blanche Bingley Hillyard | 8 | 1 | 4 |  |

### Fase preliminare
|  | Quarti               | Quarti               | Quarti               | Quarti | Quarti |  |  | Semifinali               | Semifinali               | Semifinali               | Semifinali               | Semifinali               |   |   | Finale       | Finale       | Finale       | Finale | Finale |  |
|  |                      |                      |                      |        |        |  |  |                          |                          |                          |                          |                          |   |   |              |              |              |        |        |  |
|  | Edith Austin         | Edith Austin         | Edith Austin         | 6      | 6      |  |  |                          |                          |                          |                          |                          |   |   |              |              |              |        |        |  |
|  | S. Robins            | S. Robins            | S. Robins            | 2      | 1      |  |  | Edith Austin             | Edith Austin             | Edith Austin             | 0                        | 2                        |   |   |              |              |              |        |        |  |
|  | Maud Shackle         | Maud Shackle         | Maud Shackle         | 10     | 6      |  |  | Maud Shackle             | Maud Shackle             | Maud Shackle             | 6                        | 6                        |   |   |              |              |              |        |        |  |
|  | P. Legh              | P. Legh              | P. Legh              | 8      | 1      |  |  |                          |                          |                          |                          |                          |   |   | Maud Shackle | Maud Shackle | Maud Shackle | 3      | 2      |  |
|  | Charlotte Cooper     | Charlotte Cooper     | Charlotte Cooper     | 6      | 6      |  |  |                          |                          | Blanche Bingley Hillyard | Blanche Bingley Hillyard | Blanche Bingley Hillyard | 6 | 6 |              |              |              |        |        |  |
|  | Henrietta Horncastle | Henrietta Horncastle | Henrietta Horncastle | 4      | 1      |  |  | Charlotte Cooper         | Charlotte Cooper         | Charlotte Cooper         | 3                        | 1                        |   |   |              |              |              |        |        |  |
|  |                      |                      |                      |        |        |  |  | Blanche Bingley Hillyard | Blanche Bingley Hillyard | Blanche Bingley Hillyard | 6                        | 6                        |   |   |              |              |              |        |        |  |
|  |                      |                      |                      |        |        |  |  |                          |                          |                          |                          |                          |   |   |              |              |              |        |        |  |